# TJ Malešice
TJ Malešice je pražský mužský lakrosový sportovní klub. Od roku 1987 hrají nejvyšší domácí soutěž v boxlakrosu – NBLL. V letech 1992 až 2015 se účastnili také nejvyšší domácí soutěže ve fieldlakrosu – NFLL. Klub sídlí a hraje svá domácí utkání ve Sportareálu Šafářka v Malešicích na Praze 10.

## Týmy a soutěže
- Muži – Národní boxlakrosová liga